# Laurent Luyat
Laurent Luyat est un journaliste sportif, animateur de radio et de télévision français, né le 4 août 1967 à Grenoble (Isère).
Depuis 2000, il est journaliste sportif au sein du service des sports de France Télévisions et présente les grands évènements sportifs diffusés sur France 2 et France 3, tels que les Jeux olympiques (depuis 2000), le Tournoi de tennis de Roland-Garros (depuis 2003) et le Tour de France (depuis 2005).

## Biographie

### Formation et débuts professionnels
Laurent Luyat passe son baccalauréat scientifique à Grenoble au lycée des Eaux-Claires avant de s'installer à Paris.
Il débute en effectuant des piges pour le journal Le Progrès. Puis, il rejoint Radio France à Grenoble. À France Bleu, il suit l'équipe de football de Grenoble pour commenter les matchs durant trois ans.
Après une période de six mois sans avoir de travail, il fait un passage à Fréquence Nord, avant de revenir en Isère à France 3 Alpes en 1992. Il y fait quelques piges et présente la météo des neiges, 3 partout (Rhône-Alpes Auvergne) puis le journal régional de 1996 à 1998, année où il réalise un remplacement à la présentation de Tout le sport.

### Carrière
En 2000, Laurent Luyat intègre le service des sports de France Télévisions : le directeur des sports, Patrick Chêne, envisage de lui faire présenter la tranche nocturne des Jeux olympiques de Sydney prévus en septembre 2000. Pierre Sled et Gérard Holtz devaient présenter les autres tranches. Cependant, en janvier 2000, Patrick Chêne est remplacé par Charles Biétry qui décide de renvoyer Pierre Sled tandis que Gérard Holtz est quant à lui appelé à présenter le Journal de 13 heures sur France 2. Laurent Luyat se retrouve alors seul à la présentation, qu'il partage finalement avec le journaliste Christophe Josse.
En 2001 et 2002 pour les Internationaux de France de tennis, il présente chaque soir le Journal de Roland-Garros. En 2003, il succède à Gérard Holtz à la présentation du direct en continu depuis la terrasse du court central. Il assure les transitions entre les matchs du tournoi et reçoit des invités sur le plateau. Au fil des années, il est accompagné de différents consultants : Cédric Pioline, Henri Leconte, Sarah Pitkowski, Tatiana Golovin, Amélie Mauresmo, Patrice Dominguez, Justine Henin ou Mary Pierce.
De juillet 2001 à mai 2008, il anime les multiplex de football les vendredis et samedis sur l’antenne d’Europe 1, en compagnie d’Hervé Kerivel. Il est ensuite remplacé par Alexandre Ruiz, transfuge de Canal+.
En février 2002 durant les Jeux olympiques d'hiver de Salt Lake City, il présente Les Matins de Salt Lake City entre 10 h 45 et 11 h 30 sur France 3 et Les Midis de Salt Lake City entre 12 h 20 et 12 h 50 sur France 2,.
Durant la Coupe du monde de rugby 2003, il présente trois émissions : Le Journal de la Coupe du monde, le rendez-vous quotidien résumant la journée, Le Rugby Club avec Serge Simon, magazine à dominante technique et XV à 15 aussi avec Serge Simon, émission décalée d'une heure trente minutes avec Pierre Albaladejo, Daniel Herrero et Richard Pool-Jones.
De janvier 2004 à 2005, il anime l'émission dominicale Stade 2, seul jusqu'à l'été 2004, puis en alternance avec François Brabant la saison suivante.
En août 2004, il présente les après-midis et soirées des Jeux olympiques d'Athènes sur France 2 et France 3 avec Serge Simon,.
De 2005 à 2016, il anime l'émission Village Départ durant le Tour de France sur France 3.

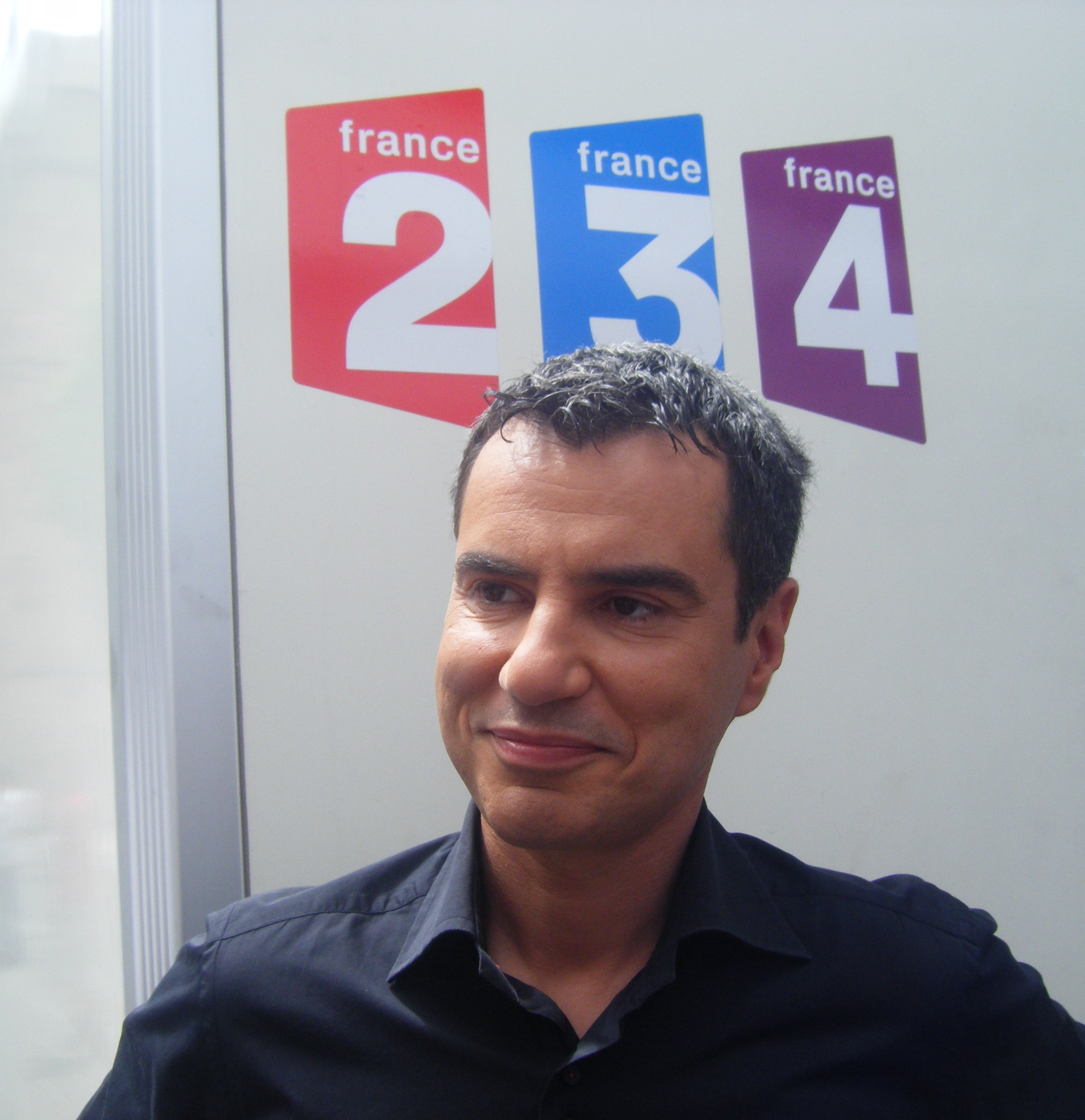
Lors du Tour de France 2010, Laurent Luyat le 17 juillet 2010- à Rodez, après y avoir animé son émission Village départ sur France 3.

En février 2006, il présente les Jeux olympiques d'hiver de Turin sur France 2 et France 3.
De 2006 à 2009, il présente le Super Bowl sur France 2.
De 2008 à 2013, il présente l'émission Paris sportifs et Côté match sur France 2.
En août 2008, il présente les soirées des Jeux olympiques de Pékin en alternance avec Lionel Chamoulaud sur France 2 et France 3.
En février 2010, il présente les Jeux olympiques d'hiver de Vancouver sur France 2 et France 3. Chaque soir à 18 h, il anime l'émission Avancouver sur France 2.
En 2010, il présente la Coupe du monde de football en Afrique du Sud sur France 2. En 2011, il présente la Coupe du monde de rugby en Nouvelle-Zélande sur France 2.
En août 2012, il présente les Jeux olympiques de Londres de 20 h à 1 h du matin sur France 2 et France 3.
En février 2014, il présente les fins d'après-midi des Jeux olympiques d'hiver de Sotchi de 17 h à 20 h 45 sur France Télévisions, et Un soir à Sotchi, de 23 h à 23 h 45, co-présenté avec Patrick Montel, émission quotidienne qui propose de revoir et analyser les images clefs de la journée. Du 7 au 16 mars 2014, il présente les Jeux paralympiques sur France 4.
En août 2016, il présente les soirées des Jeux olympiques de Rio de 18 h à 23 h sur France 2 et France 3. En septembre 2016, il présente les soirées des Jeux paralympiques de Rio sur France 4 et France 2.
À partir de 2017, il succède à Gérard Holtz à la présentation de Vélo Club, chaque jour, après les étapes du Tour de France. Il anime également le lancement du direct avant chaque étape au côté de Marion Rousse et Franck Ferrand.
En février 2018, il présente les après-midis des Jeux olympiques d'hiver à Pyeongchang de 12 h à 17 h 40 sur France 2 et France 3, et une émission quotidienne d'une heure, le JO Club, à partir de 17 h 40, qui propose de revoir et analyser les images clefs de la journée avec les journalistes et consultants de France.tv Sport. Du 9 au 18 mars 2018, il présente les Jeux paralympiques en compagnie du consultant et ancien nageur handisport Sami El Gueddari.
En août 2018, il anime les fins d'après-midi et les soirées des Championnats sportifs européens diffusés sur France 2, France 3 et France Ô et présente l'émission Le Mag chaque soir du 7 au 12 août sur France 2 qui revient sur les faits marquants de la journée.
En 2019, il succède à Lionel Chamoulaud, qui a quitté France Télévisions, à la présentation des 24 Heures du Mans. À partir de septembre 2019, il remplace régulièrement Matthieu Lartot à la présentation de la nouvelle formule de Stade 2 diffusée sur France 3 lors des week-ends de Coupe d'Europe de rugby à XV et du Tournoi des Six Nations, compétitions commentées par Matthieu Lartot.
Lors des Jeux olympiques de Tokyo qui ont été reportés d’une année en 2021, il anime les après-midis olympiques de 12 h à 17 h 30 sur France 2 et France 3, puis le magazine JO Club de 17 h 30 à 18 h 30.
Durant les Jeux olympiques d'été de 2024 organisés à Paris, il présente les épreuves olympiques diffusées en début de soirée sur France 2, depuis la terrasse de France Télévisions installée le toit du Musée de l'Homme au Trocadéro, ainsi que l'émission Quels Jeux ! diffusée sur France 2 en fin de soirée, qu'il présente avec Léa Salamé en direct du « Club France » à la grande halle de la Villette.

### Cinéma
En 2008, Laurent Luyat participe au film Affaire de famille de Claus Drexel, dans le rôle du commentateur sportif.

### Musique
En janvier 2010, Laurent Luyat se lance dans la musique avec une chanson humoristique No Sport, No Stress inspirée des chansons d'Helmut Fritz. Il dénonce avec humour ce qu'il nomme « l'abus d'interdiction », ayant décidé de « vivre sa vie » en buvant de l'alcool, fumant des cigares, mangeant gras et en ne faisant pas de sport, le comble pour un commentateur sportif. On observe la présence de Thierry Roland et Marco Simone dans le clip.

## Distinction
En décembre 2010, Laurent Luyat reçoit le prix du commentateur sportif décerné par l'Association des écrivains sportifs. Ce prix est décerné à un journaliste, professionnel, commentateur audiovisuel, aux connaissances et au jugement appréciés qui, dans ses interventions sur le sport, se sera exprimé avec le souci constant de respecter les règles de la langue française.

## Engagement
Laurent Luyat est un très fervent supporter du Grenoble Foot 38, dont son père a été un dirigeant dans les années 1970.

## Bilans médiatique et artistique

### Parcours à la radio
- Durant trois ans : suivi de l'équipe de football de Grenoble et commentateur des matches sur France Bleu Isère ;
- Passage à Fréquence Nord ;
- 2001-2008 : animateur des multiplex de football les vendredis et samedis sur Europe 1, avec Hervé Kerivel.

### Émissions de télévision présentées
- En 2001 et 2002 : Journal de Roland-Garros durant les Internationaux de France de tennis 2001 et 2002
- De février 2004 à 2005 : Stade 2 sur France 2
- Du 3 juillet 2005 au 24 juillet 2016 : Village Départ sur France 3 chaque année durant le Tour de France
- Février 2010 : Avancouver sur France 2 durant les Jeux olympiques d'hiver à Vancouver
- De 2008 au 31 décembre 2013 : Paris sportifs et Côté Match sur France 2
- 2012 : XV/15, sur France 2, durant le Tournoi des Six Nations 2012
- Mai 2012 : Objectif Londres sur France 3[29]
- 8 décembre 2012 : 1001 mobilisations dans le cadre du Téléthon 2012, sur France 2 de 8h45 à 11h, en compagnie de Sophie Davant[30]
- 7 décembre 2013 : Téléthon, en direct de Pont-à-Mousson de 14h à 18h40, sur France 2 et France 3, en compagnie de Cyril Féraud, Amanda Scott et Olivier Delacroix
- Février 2014 : Un soir à Sotchi, de 23h à 23h45, co-présenté avec Patrick Montel, durant les Jeux olympiques d'hiver à Sotchi
- 3 décembre 2016 : Trente ans déjà dans le cadre du Téléthon 2016, sur France 2 de 10h à 10h50, en compagnie de Sophie Davant[31]
- Depuis juillet 2017 : Vélo Club sur France 2 durant le Tour de France
- Février 2018 : JO Club, de 17h40 à 18h40 sur France 2 durant les Jeux olympiques d'hiver à Pyeongchang
- Août 2018 : Le Mag, de 21h55 à 22h45 sur France 2 durant les Championnats sportifs européens 2018
- Du 2 septembre 2018 au 24 mars 2019 : Stade 2 Collection, le dimanche de 16h50 à 17h  sur France 2
- 23 juin 2019 : TLS - Génération 2024, édition spéciale de Tout le sport diffusée de 20h05 à 20h55 sur France 3, en compagnie d'Alexandre Boyon[32]
- Du 24 juillet 2021 au 8 août 2021 : JO Club, de 17h30 à 18h30 sur France 2 durant les Jeux olympiques d'été à Tokyo
- Du 6 février 2022 au 20 février 2022 : JO Club, de 17h30 à 18h30 sur France 2 durant les Jeux olympiques d'hiver à Pékin
- 25 juillet 2023 : Paris 2024 le concert événement : Dans un an, les Jeux ! sur France 2, en compagnie de Laury Thilleman, concert enregistré depuis le parvis de l'hôtel de ville de Paris et des futurs sites des Jeux olympiques de Paris 2024
- 31 décembre 2023 : La Grande Soirée du 31 de Paris : coanimation avec plusieurs animatrices et animateurs de France 2
- 8 mai 2024 : Marseille accueille la Flamme Olympique, la grande soirée sur France 2 : coanimation avec Laury Thilleman et Mohamed Bouhafsi[33].
- 17 mai 2024 : Le grand concert des régions – Ici c’est Aix-en-Provence sur France 3, en compagnie de Laury Thilleman, concert enregistré à l'Aréna du Pays d'Aix[34].
- 15 juillet 2024 : Paris accueille la flamme olympique : la grande soirée sur France 2 : coanimation avec Laury Thilleman et Mohamed Bouhafsi
- 23 juillet 2024 et 27 août 2024 : Bleu, blanc, or : nos 100 chances de médaille sur France 2 : coanimation avec Cécile Grès
- 26 juillet 2024 : Tapis rouge des JO sur France 2, avec Nagui et Anne-Sophie Lapix
- 15 août 2024 : La Grande Parade interceltique sur France 3, avec Émilie Mazoyer
- Juillet à septembre 2024 : Quels Jeux !, de 23h15 à 1h sur France 2 ou France 3 durant les Jeux olympiques et Jeux paralympiques d'été de Paris : coanimation avec Léa Salamé.
- 28 août 2024 : L'avant et l'après cérémonie d'ouverture des Jeux paralympiques de Paris 2024 sur France 2

### Évènements sportifs couverts
- Jeux olympiques d'été : Sydney 2000, Athènes 2004, Pékin 2008, Londres 2012, Rio 2016, Tokyo 2020 et Paris 2024.
- Jeux olympiques d'hiver : Salt Lake City 2002, Turin 2006, Vancouver 2010, Sotchi 2014, Pyeongchang 2018 et Pékin 2022.
- Jeux paralympiques : Sotchi 2014, Rio 2016, Pyeongchang 2018, Tokyo 2020, Pékin 2022 et Paris 2024.
- Championnats sportifs européens : Glasgow 2018 et Munich 2022
- Internationaux de France de tennis : depuis 2001
- Tour de France : depuis 2005
- Championnat d'Europe de football 2004
- Coupe du monde de football de 2010
- Coupe du monde de rugby à XV : 2003 et 2011
- Tournoi des Six Nations 2012
- Super Bowl : 2006 à 2009
- Paris-Roubaix : 2017 et 2018
- 24 Heures du Mans 2019
- Championnats du monde d'athlétisme 2019
- Transat Jacques-Vabre 2019

### Publications
- Laurent Luyat et Guillaume Botton, Les coups du sport, t. 1, Ramsay, 1er mai 2013, 180 p., 28 x 1 x 23 cm (ISBN 978-2-8122-0031-1 et 2-8122-0031-6, EAN 978-2812200311)

- Laurent Luyat et Guillaume Botton, Les coups du sport 2, t. 2, Ramsay, 14 avril 2014, 200 p., 28 x 1,5 x 23 cm (ISBN 978-2-8122-0033-5 et 2-8122-0033-2, EAN 978-2812200335)

- Laurent Luyat, Village Départ : 10 ans de fête et d'émotions, Vilo - Ramsay, 10 mai 2015, 260 p., 23 x 2,4 x 17 cm (ISBN 978-2-8122-0045-8 et 2-8122-0045-6, EAN 978-2812200458)
- Laurent Luyat, Les coups du sport : Spécial Euro,1960-2016, Les exploits - Les coulises - Les insolites, Ramsay, 9 avril 2016, 240 p., 28 x 23,4 x 2,4 cm (ISBN 978-2-8122-0054-0 et 2-8122-0054-5, EAN 978-2812200540)

- Laurent Luyat, Les meilleurs moments du sport français, Ramsay, 19 février 2019, 139 p., 26,4 x 19,3 x 1 cm (ISBN 978-2812200670 et 2812200677, EAN 978-2812200670)

- Laurent Luyat, Sport émotion, Ramsay, 3 novembre 2020, 32,8 x 28,8 x 2,6 cm (ISBN 978-2812202193 et 281220219X, EAN 978-2812202193)

- Laurent Luyat (préf. Emmanuel Petit), EURO 2021 : 60 ans de légendes, Ramsay, 4 mai 2021, 209 p., 26,6 x 22,5 x 1,6 cm (ISBN 978-2812202537 et 281220253X, EAN 978-2812202537)